# 大洼墓群
大洼墓群，是位于中国山东省泰安市东平县梯门镇大洼村的汉代古墓葬群，1985年入选东平县第一批文物保护单位。
大洼墓群东汉墓葬，分布面积约84000平方米，原有13座，现存5座，封土高1—6米，直径10—20米，由黄粘土筑造而成，曾出土陶制动物模型。